# جيرالد كلارك
جيرالد كلارك (بالإنجليزية: Gerald Clarke)‏ هو كاتب سير أمريكي، ولد في 21 يونيو 1937 في لوس أنجلوس في الولايات المتحدة.

## وصلات خارجية
- جيرالد كلارك على موقع IMDb (الإنجليزية)
- جيرالد كلارك على موقع قاعدة بيانات الفيلم (الإنجليزية)